# Criollo de Panamá
El criollo de Panamá es una lengua criolla de base inglesa hablada en las regiones panameñas de Bocas del Toro, Colón y Ciudad de Panamá. La población nativa de esta lengua (bilingüe con el español) es el 14% de la población de Panamá.